# Sanginlampi
Sanginlampi är en sjö i Finland. Den ligger i kommunen Suomussalmi i landskapet Kajanaland, i den centrala delen av landet, 600 km norr om huvudstaden Helsingfors. Sanginlampi ligger 211 meter över havet. Arean är 21,2 hektar och strandlinjen är 2,36 kilometer lång. Sjön  ingår i Uleälvens huvudavrinningsområde. 